# First (álbum)
First es el primer álbum de estudio del músico estadounidense David Gates. Fue publicado en septiembre de 1973 a través de Elektra Records.

## Promoción
«Clouds» fue publicado en junio de 1973 como el sencillo principal del álbum. La revista Record World escribió: “Gates, vocalista principal, productor y escritor de la mayoría de los éxitos [de Bread], debería mantener su nicho en la cima con esta belleza ondulante”, mientras que la revista Cash Box declaró: “David Gates sale de Bread el tiempo suficiente para darnos una muestra de su increíble talento como solista. Producida, escrita y arreglada por Gates, esta obra maestra pronto llegará a lo más alto de las listas de pop y MOR. Tan melódica como siempre, «Clouds» pronto se convertirá en otro clásico de Gates”. «Clouds» se convirtió en un sencillo moderadamente exitoso, alcanzando la posición número 47 en el Hot 100 de la revista Billboard durante la semana del 18 de agosto de 1973.  Al sencillo le fue mejor en la lista de sencillos de la revista Cash Box, donde alcanzó la posición número 36 durante la semana del 25 de agosto.
La canción de apertura, «Sail Around the World», fue publicada en octubre de 1973 como el segundo y último sencillo de First. La revista Record World escribió: “Una dulce voz, bonitos arreglos y tiernas letras forman la combinación exacta que finalmente enviará a David a su camino como solista”. «Sail Around the World» debutó en la lista Hot 100 de la revista Billboard el 20 de octubre de 1973 en el número 77; subió al número 50, su punto máximo, el 17 de noviembre. El sencillo alcanzó la posición número 49 en la lista de sencillos de la revista Cash Box durante la semana del 1 de diciembre.

## Recepción de la crítica
Un escritor no especificado de la revista Record World comentó: “La hermosa voz de Gates fue el instrumento principal en la serie de exitosos sencillos y álbumes de Bread, y su primer LP en solitario está lleno del mismo tipo de melodías encantadoras, voces sedosas y producción sólida que hicieron tanto pan antes. «Suite: Clouds, Rain» es simplemente exquisita”. Un escritor no especificado de la revista Cash Box declaró: “Como líder de Bread, David no podía equivocarse, y su LP debut en solitario promete más de la consistencia que lo ha impulsado a la cima. Liderado por el poderoso sencillo «Sail Around the World», el álbum es una combinación de varios estilos que David siempre ha querido explorar. «Lorilee» es un impresionante ejemplo de jazz latino fluido, «Sunday Rider» es un rock contundente. «Ann» es la balada definitiva de Gates. «Help Is on the Way» es una de las canciones más fuertes del LP y tiene la sensación de un posible sencillo de seguimiento, mientras que «Suite: Clouds, Rain» es una pieza compleja pero hermosa con un final cautivador ¡Nos encanta!”. Un escritor no especificado de la revista Billboard escribió: “El sencillo anterior de este LP, «Clouds», merecía una clasificación mucho más alta de la que ganó. El sencillo actual, «Sail Around the World», es igual de bueno. Hay momentos magníficos en el LP. Pero canción por canción, la colección no tiene la misma precisión etérea de un álbum de Bread cuando Gates era el principal compositor y cantante del grupo. Parece que busca declaraciones personales más introspectivas en lugar del formato de gancho Top 40. Aún así, no tenemos que preocuparnos de que Gates no se destaque como solista. Hace algunos de los discos más bonitos que existen”.

### Revisiones retrospectivas
En una reseña en retrospectiva para AllMusic, Joe Viglione declaró: “First, el ‘primer’ álbum de David Gates fuera de Bread, comienza con esa voz y sonido distintivos que su banda hizo famosa cuando él estaba a los mandos. En la canción inicial de este lanzamiento de 1973, «Sailing Around the World», canta ‘wish that I could start again’. El problema aquí es que Bread tenía un ritmo, y conviene hacer una comparación rápida: a pesar de la fama de David Bowie después de separarse de Spiders from Mars, los fanáticos del rock & roll nunca sintieron lo mismo por ese artista. Así también, con este maestro del soft rock, e independientemente del aspecto de entonación y control de First, es difícil manejar muchas de estas nueve canciones originales. [...] Este fue el momento para que David Gates sacara un par de versiones para presentarse como intérprete, y el álbum adolece de falta de material externo”.

## Lista de canciones
Todas las canciones escritas y compuestas por David Gates.
Lado uno
1. «Sail Around the World» – 3:14
2. «Sunday Rider» – 3:21
3. «Soap (I Use The)» – 2:25
4. «Suite: Clouds, Rain» – 8:52

Lado dos
1. «Help Is on the Way» – 2:52
2. «Ann» – 3:50
3. «Do You Believe He's Comin'» – 4:52
4. «Sight and Sound» – 3:00
5. «Lorilee» – 4:42

## Posicionamiento
| Gráfica (1973)                            | Pico de posición |
| ----------------------------------------- | ---------------- |
| Estados Unidos (Billboard Top LPs & Tape) | 107              |
| Estados Unidos (Cash Box Top 100 Albums)  | 49               |
| Estados Unidos (Record World Album Chart) | 97               |